# Prince of the City
Prince of the City är en amerikansk kriminaldramafilm från 1981 i regi av Sidney Lumet. Manuset av Lumet och Jay Presson Allen nominerades till en Oscar för bästa manus efter förlaga.

## Rollista i urval
- Treat Williams – Daniel Ciello
- Jerry Orbach – Gus Levy
- Lindsay Crouse – Carla Ciello
- Bob Balaban –  Christopher Santimassino
- Richard Foronjy – Joe Marinaro
- Don Billett – Bill Mayo
- Kenny Marino – Dom Bando
- Carmine Caridi – Gino Mascone
- Tony Page – Raf Alvarez
- Norman Parker – Rick Cappalino
- Paul Roebling – Brooks Paige
- James Tolkan – George Polito
- Steve Inwood – Mario Vincente
- Matthew Laurance – Ronnie Ciello